# Lilla Karsay

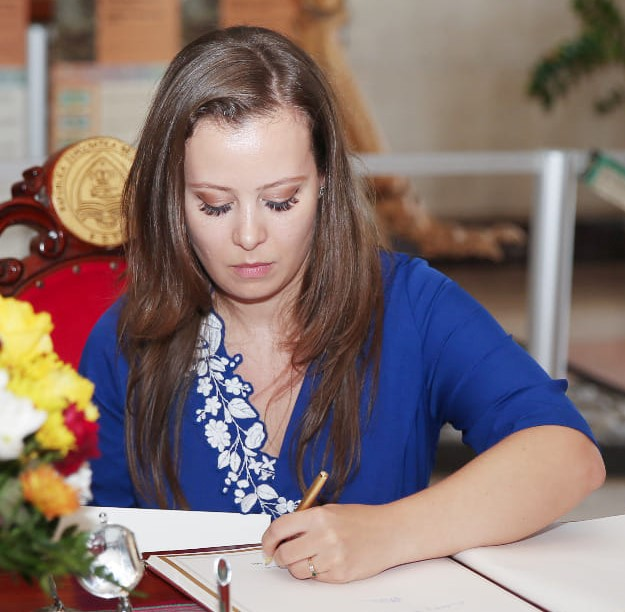
Lilla Karsay (2023)

Lilla Karsay ist eine ungarische Diplomatin.

## Werdegang

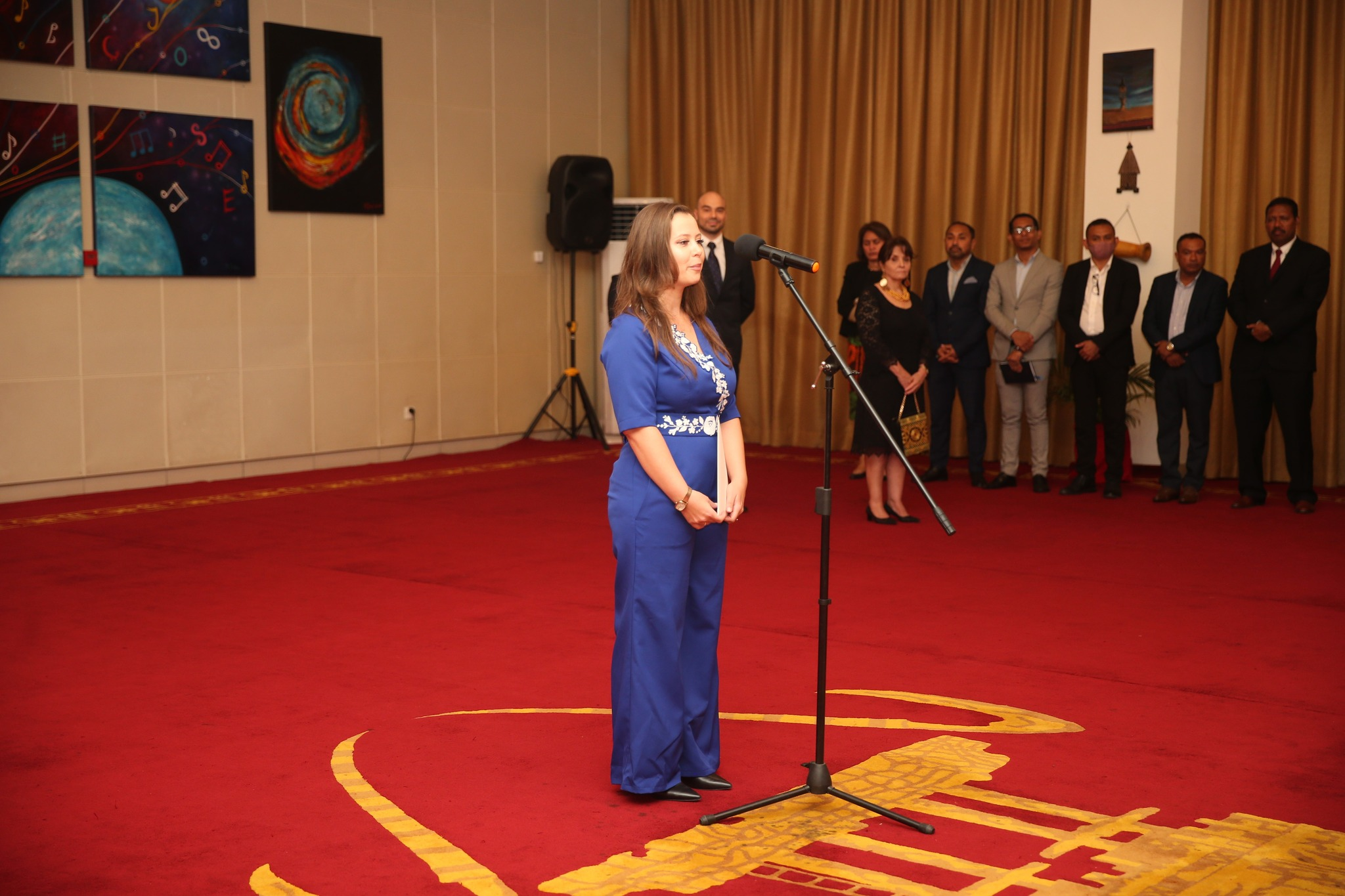
Karsay bei der Übergabe ihrer Akkreditierung in Osttimor (2023)

Von 2008 bis 2009 besuchte Karsay die Kainan-Universität im chinesischen Taoyuan und von 2008 bis 2012 die Budapest Business School. Von 2012 bis 2013 war sie an der Tongji-Universität in Shanghai.
Von Januar 2019 bis Juni 2021 war Karsay Leiterin der Abteilung Handel und Investment der ungarischen Botschaft in Jakarta. Dann wurde Karsay selbst zur ungarischen Botschafterin in Jakarta, mit Zuständigkeit für Indonesien, Osttimor und die ASEAN ernannt. Am 25. Oktober 2021 übergab sie ihre Akkreditierung an Indonesiens Präsident Joko Widodo. Am 19. Mai 2022 folgte die Übergabe der Akkreditierung für die ASEAN und am 1. Februar 2023 der Akkreditierung an Osttimors Präsidenten José Ramos-Horta.

## Sonstiges
Karsay spricht Englisch und Chinesisch und hat Grundkenntnisse in Französisch.